# Neivamyrmex orthonotus
Neivamyrmex orthonotus är en myrart som först beskrevs av Borgmeier 1933.  Neivamyrmex orthonotus ingår i släktet Neivamyrmex och familjen myror. Inga underarter finns listade i Catalogue of Life.

## Bildgalleri

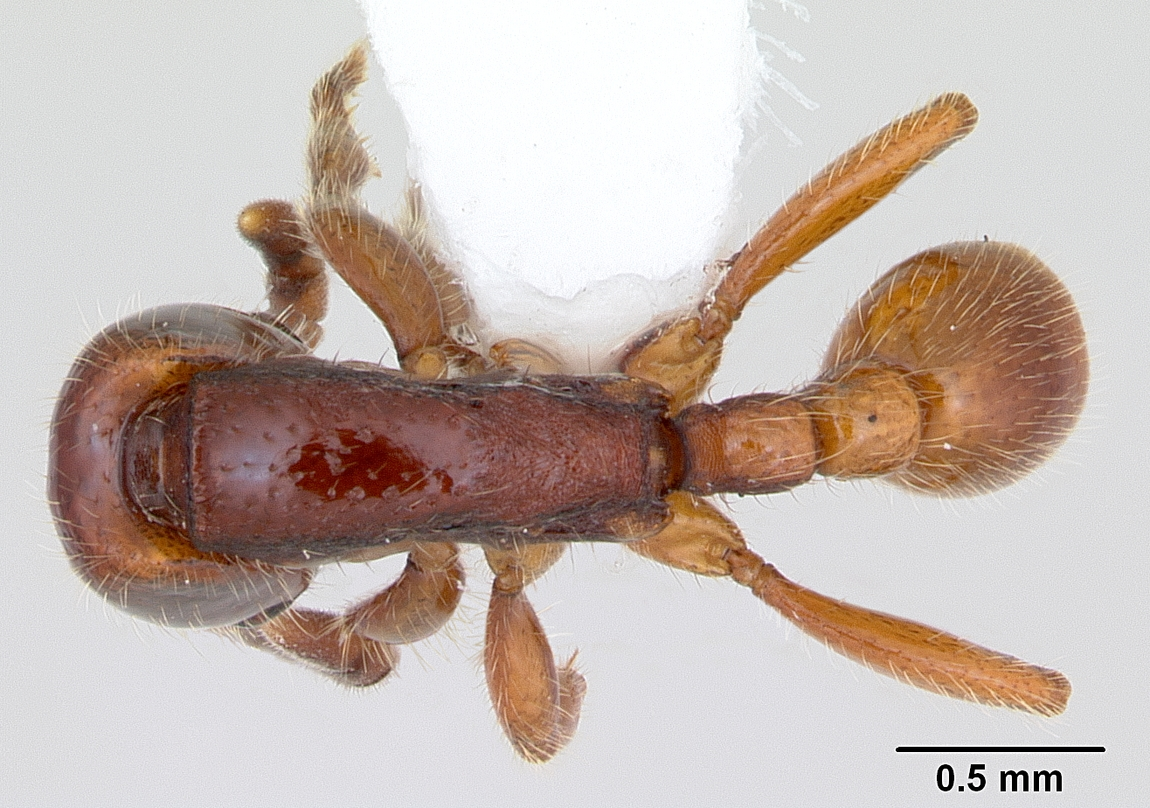
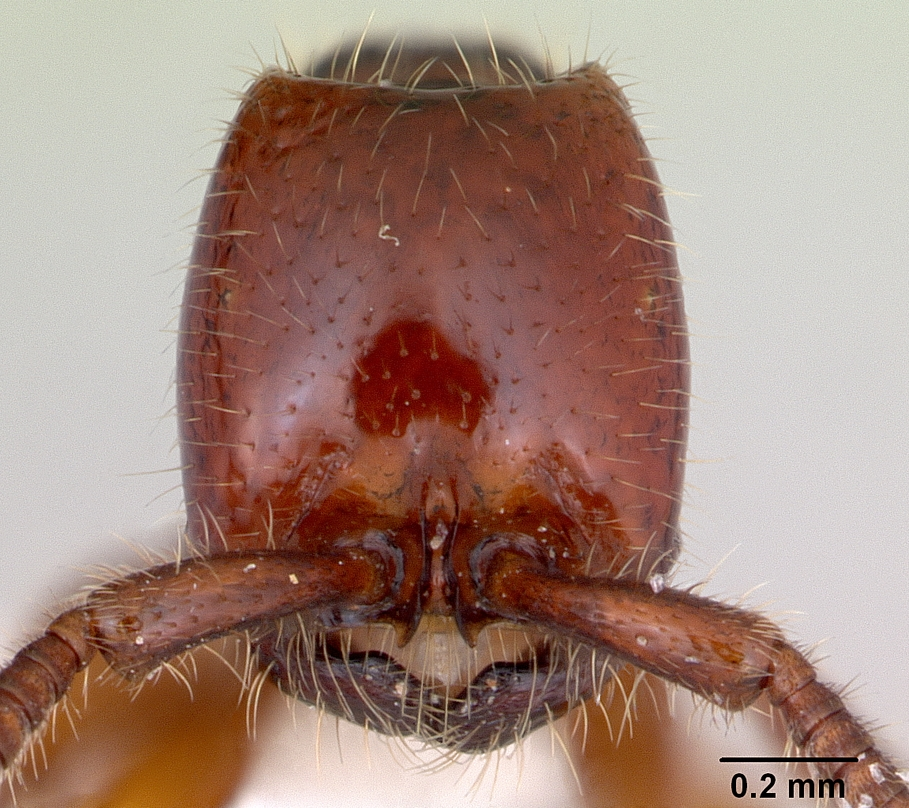
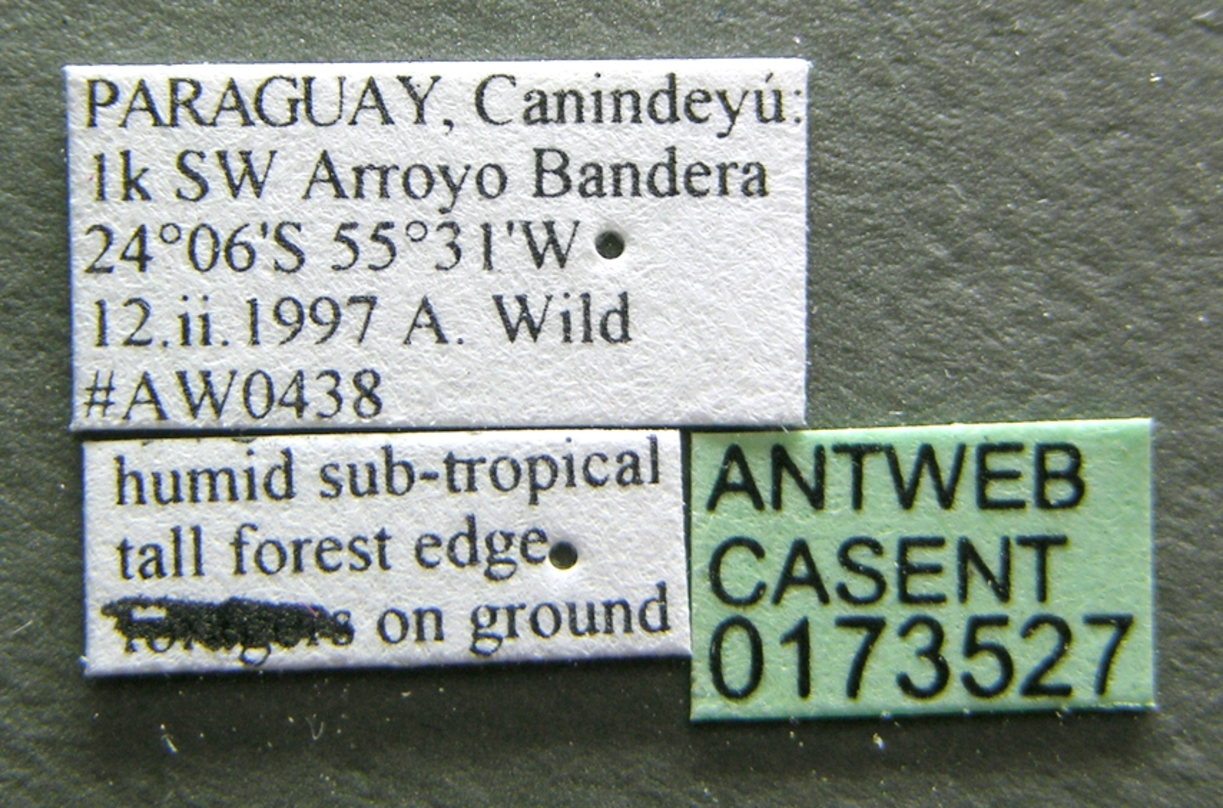
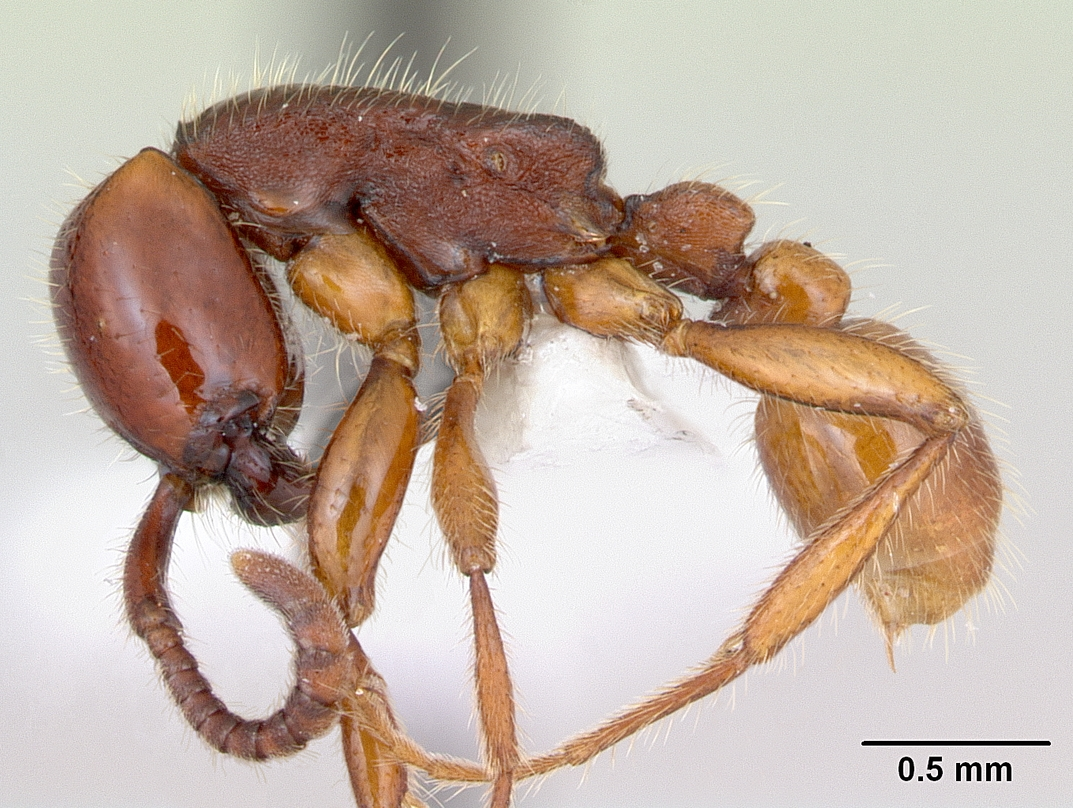
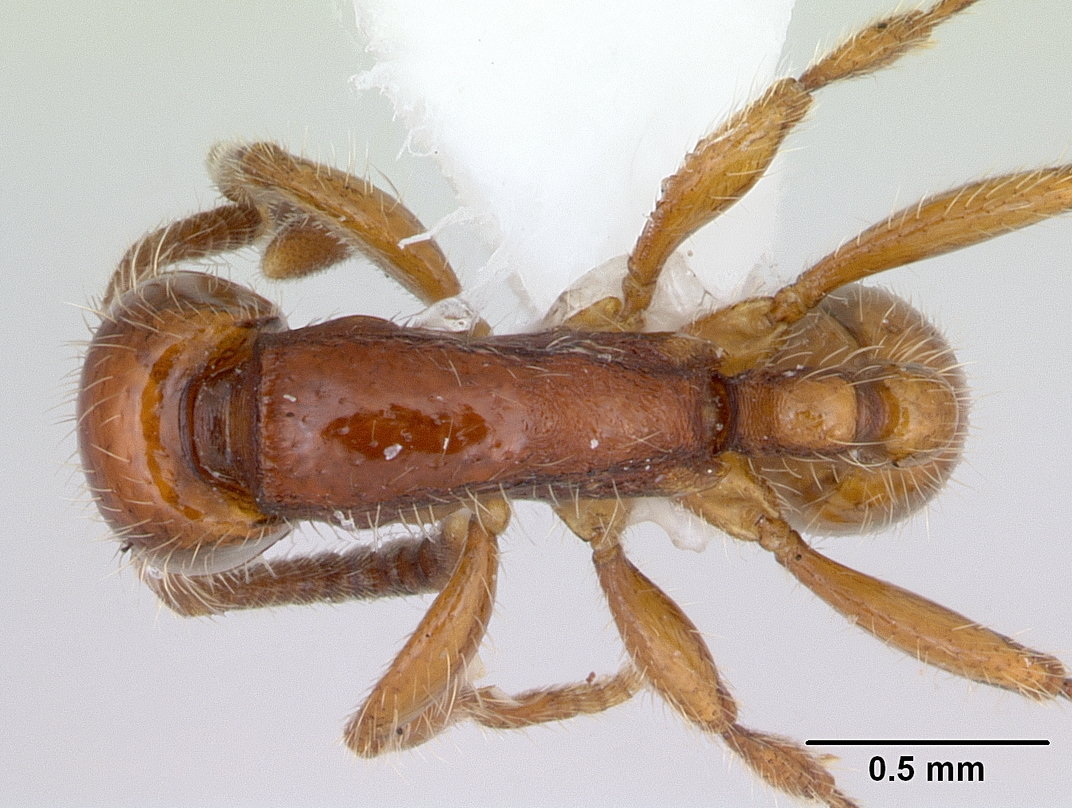
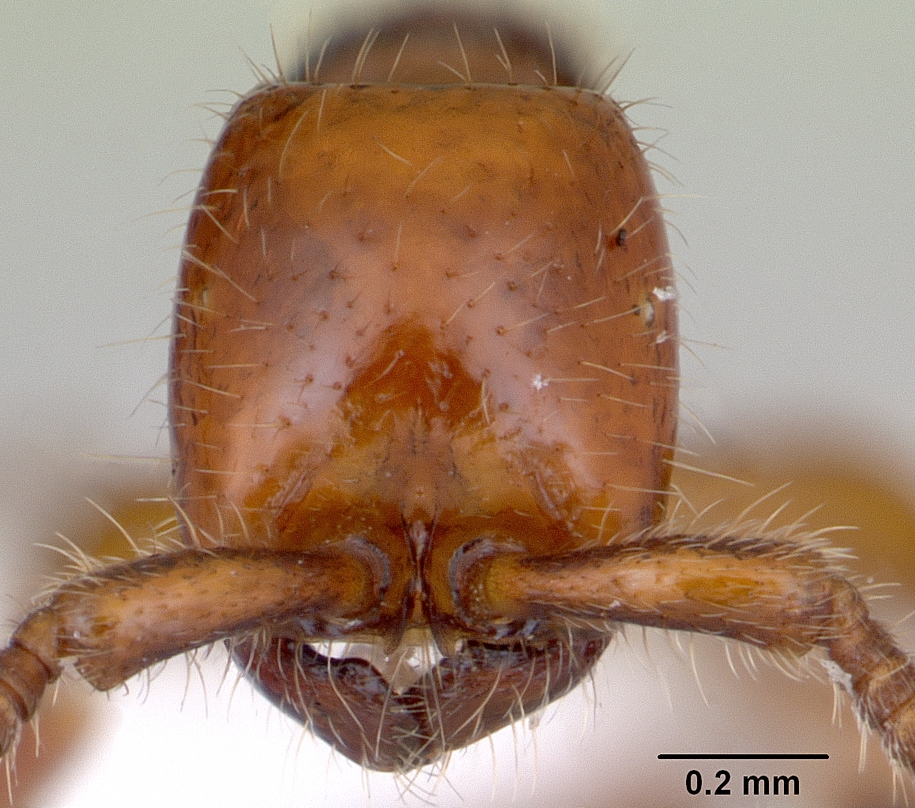